# Horne Kirke
Horne Kirke, de kerk van Horne, stamt uit de late middeleeuwen. De kerk is in gebruik door de parochie van Horne. De plaats Horne valt onder de gemeente Faaborg-Midtfyn op het eiland Funen van Denemarken.

## Geschiedenis en bouw
De kerk bestond oorspronkelijk uit een ronde toren, die niet alleen dienstdeed als kerk, maar ook bescherming bood aan de bevolking in tijden van oorlog. In de veertiende eeuw is de kerk aangepast, waardoor deze nu een meer klassieke vorm heeft. De oorspronkelijk ronde toren vormt nu het centrale deel van het schip, waarbij er een grotere vierkante toren is gebouwd aan het uiteinde van het schip.

## Interieur

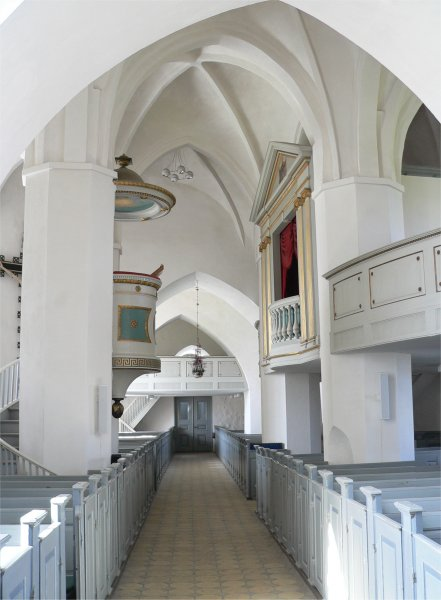
Het interieur met kansel en balkon.

De kerk heeft een licht interieur door de grote ramen, hetgeen verder geaccentueerd wordt doordat de muren en balustrades in pastelkleuren zijn beschilderd. Het grote schilderij bij het altaar is van de hand van Christoffer Wilhelm Eckersberg en stamt uit het jaar 1812. Ook bevindt zich in de kerk een middeleeuws doopvont. Opvallend in het interieur is het balkon tegenover de kansel.

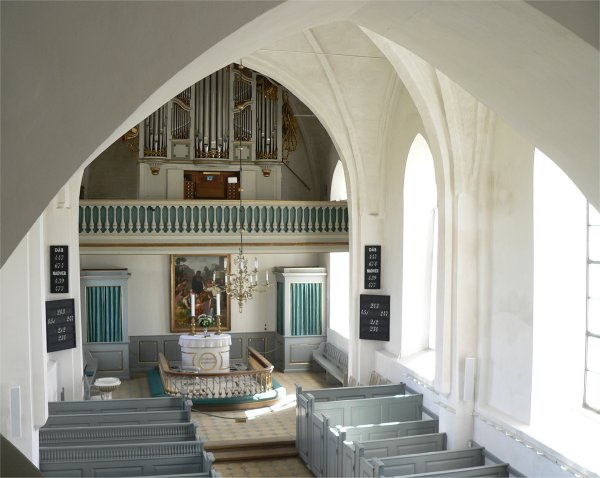
Het altaar en orgel vanaf het balkon.
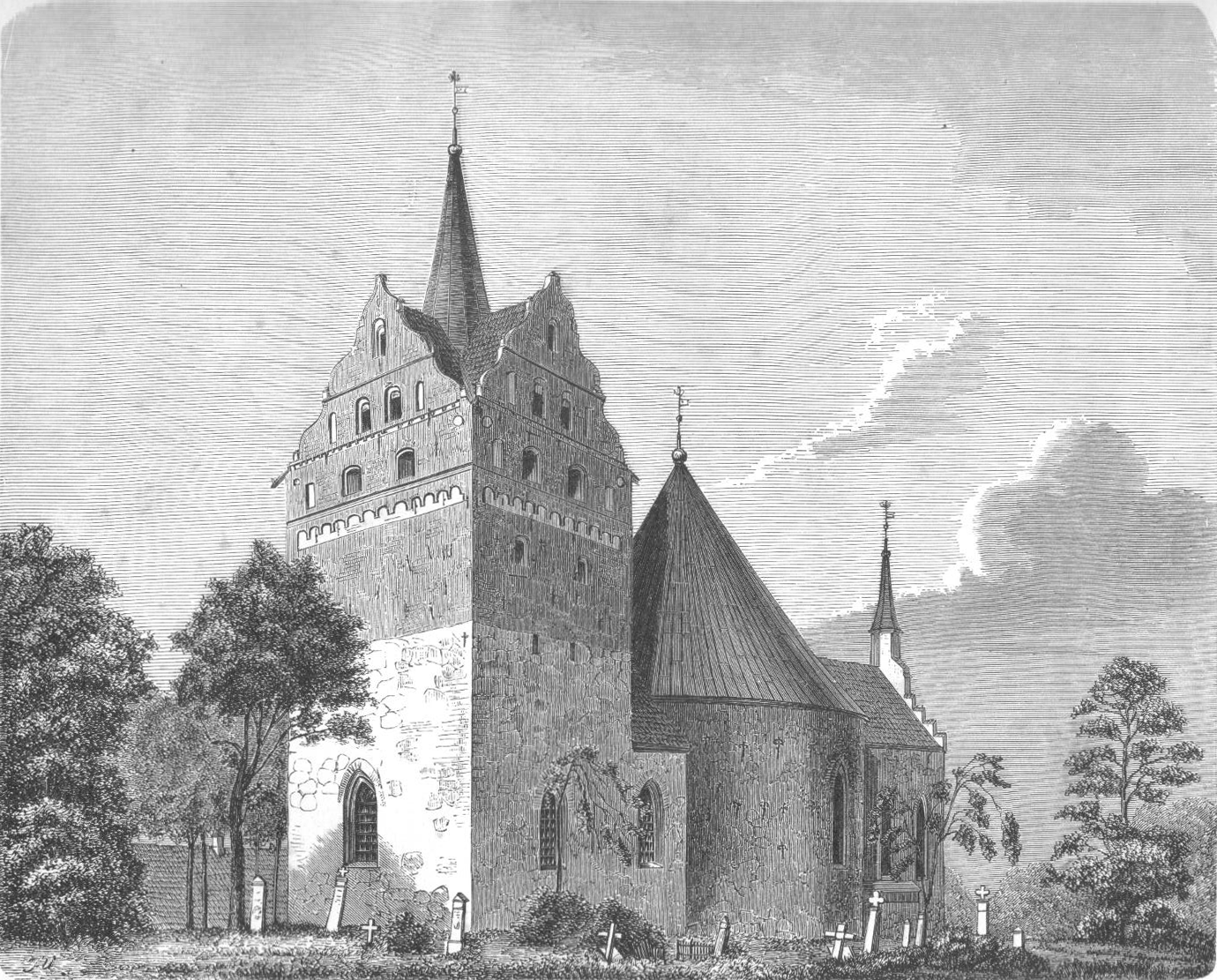
Tekening eind 19e eeuw.